# István Timár
István Timár-Geng (7 gennaio 1940 – 4 dicembre 1994) è stato un canoista ungherese.

## Palmarès

### Olimpiadi
- 2 medaglie:
  - 1 argento (Città del Messico 1968 nel K-2 1000 m)
  - 1 bronzo (Città del Messico 1968 nel K-4 1000 m)

### Mondiali
- 4 medaglie:
  - 2 ori (Jajce 1963 nel K-2; Jajce 1963 nel K-4 10000 m)
  - 1 argento (Belgrado 1971 nel K-4 10000 m)
  - 1 bronzo (Copenaghen 1970 nel K-4 1000 m)